# Hydrellia cochleariae
Hydrellia cochleariae är en tvåvingeart som beskrevs av Alexander Henry Haliday 1839. Hydrellia cochleariae ingår i släktet Hydrellia och familjen vattenflugor. Inga underarter finns listade i Catalogue of Life.